# تلاکوپاکو
تلاکوپاکو (به اسپانیایی: Tlaquepaque) از شهرهای کشور مکزیک است که در ایالت خالیسکو قرار دارد و جمعیت آن طبق سرشماری سال ۲۰۱۰ میلادی ۱۲۳۸٬۹۶۲ نفر بوده است.